# Hard Headed Woman
Hard Headed Woman è un brano musicale Rock 'n' roll registrato da Elvis Presley e pubblicato su singolo dalla RCA Records, edito dalla Gledys Music. 

## Descrizione
Il brano è un Blues in 12 misure scritto da Claude Demetrius. Visto che il brano faceva parte della colonna sonora del film interpretato da Elvis King Creole, in uscita lo stesso anno, la canzone fu registrata come un brano rock 'n' roll.
Di questa canzone fu anche pubblicato un 45 giri assieme al brano Don't Ask Me Why.
Nel 1958 arrivò al numero uno della classifica Billboard per due settimane ed al numero due per due settimane nella classifica R&B. Divenne il primo singolo rock 'n' roll a ricevere il riconoscimento di disco d'oro da parte della RIAA.
Il brano è stato anche interpretato da Wanda Jackson.
Esiste una canzone omonima di Cat Stevens contenuta nel suo album Tea for the Tillerman del 1970.

## Piazzamenti in classifica
| Classifica (1958)                  | Posizione Raggiunta |
| ---------------------------------- | ------------------- |
| U.S. Billboard Hot 100             | 2                   |
| U.S. Billboard Hot Country Singles | 2                   |
| U.S. Billboard Hot R&B Singles     | 2                   |